# Enstone
Enstone é uma vila e paróquia civil na Inglaterra, a cerca de 6,4 km a leste de Chipping Norton e 24 km a noroeste da cidade de Oxford. A paróquia civil, uma das maiores de Oxfordshire, consiste nas vilas de Church Enstone e Neat Enstone, com os vilarejos de Chalford, Cleveley, Fulwell, Gagingwell, Lidstone e Radford. O censo de 2011 colocou a população da paróquia em 1.139 vivendo em 453 domicílios. Foi estimado em 1.256 em 2019.
Enstone é a sede da equipe de Fórmula 1 da Alpine, dona do Whiteways Technical Centre. Em 1992, a equipe Renault (atual Alpine) construiu uma de suas fábricas onde testes em túnel de vento, aerodinâmica e outros testes são realizados nos monopostos da equipe.